# Lista szkół w Chełmie
Lista szkół w Chełmie:

## Przedszkola
- Przedszkole Miejskie nr 2
- Przedszkole Miejskie nr 5
- Przedszkole Miejskie nr 6
- Przedszkole Miejskie nr 8
- Przedszkole Miejskie nr 3 z Oddziałami Integracyjnymi w Zespole Szkolno-Przedszkolnym nr 3 z Oddziałami Integracyjnymi
- Przedszkole Miejskie nr 10
- Przedszkole Miejskie nr 11
- Przedszkole Miejskie nr 12
- Przedszkole Miejskie nr 13 z Oddziałami Integracyjnymi
- Przedszkole Miejskie nr 14
- Przedszkole Miejskie nr 15
- Przedszkole Integracyjne "W Kasztanowym Parku"
- Przedszkole Niepubliczne z Oddziałami Integracyjnymi "Razem" w Chełmie
- Przedszkole Niepubliczne z Oddziałami Integracyjnymi "Arka"

## Szkoły podstawowe

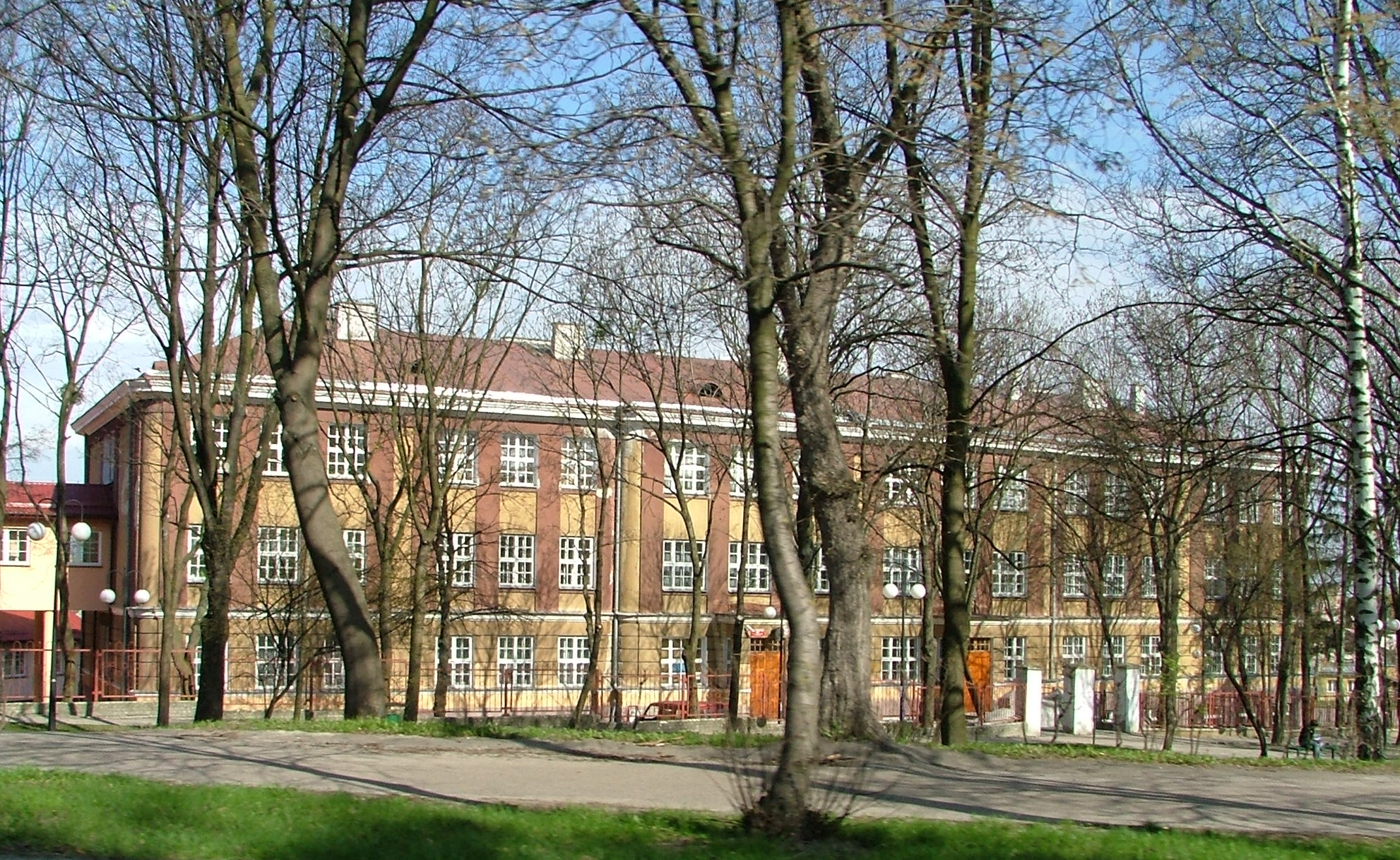
Szkoła Podstawowa nr 5 im. Marii Konopnickiej

- Szkoła Podstawowa nr 1 im. Tadeusza Kościuszki z Oddziałami Integracyjnymi
- Szkoła Podstawowa nr 2 im. ks. Stanisława Staszica
- Szkoła Podstawowa nr 3 z Oddziałami Integracyjnymi im. Adama Mickiewicza w Zespole Szkolno-Przedszkolnym nr 3 z Oddziałami Integracyjnymi
- Szkoła Podstawowa nr 4 z Oddziałami Integracyjnymi im. Kardynała Stefana Wyszyńskiego
- Szkoła Podstawowa nr 5 im. Marii Konopnickiej
- Szkoła Podstawowa nr 6 im. Ireny Sendlerowej
- Szkoła Podstawowa nr 7 im. gen. Władysława Sikorskiego
- Szkoła Podstawowa nr 8 im. Bolesława Zygmunta Wirskiego
- Społeczna Szkoła Podstawowa nr 1 w Chełmie
- Niepubliczna Szkoła Podstawowa nr 1 z Oddziałami Integracyjnymi "Razem" w Chełmie
- Niepubliczna Szkoła Podstawowa nr 2 z Oddziałami Integracyjnymi "Akademia Małego Księcia" w Chełmie
- Niepubliczna Integracyjna Szkoła Podstawowa Nowoczesnych Technologii i Języków Obcych nr 3 "Arka" w Chełmie

## Szkoły muzyczne
- Państwowa Szkoła Muzyczna I i II stopnia im. Ignacego Jana Paderewskiego
- Społeczna Szkoła Muzyczna I stopnia nr 1
- Chełmska Szkoła Rocka

## Szkoły ponadpodstawowe

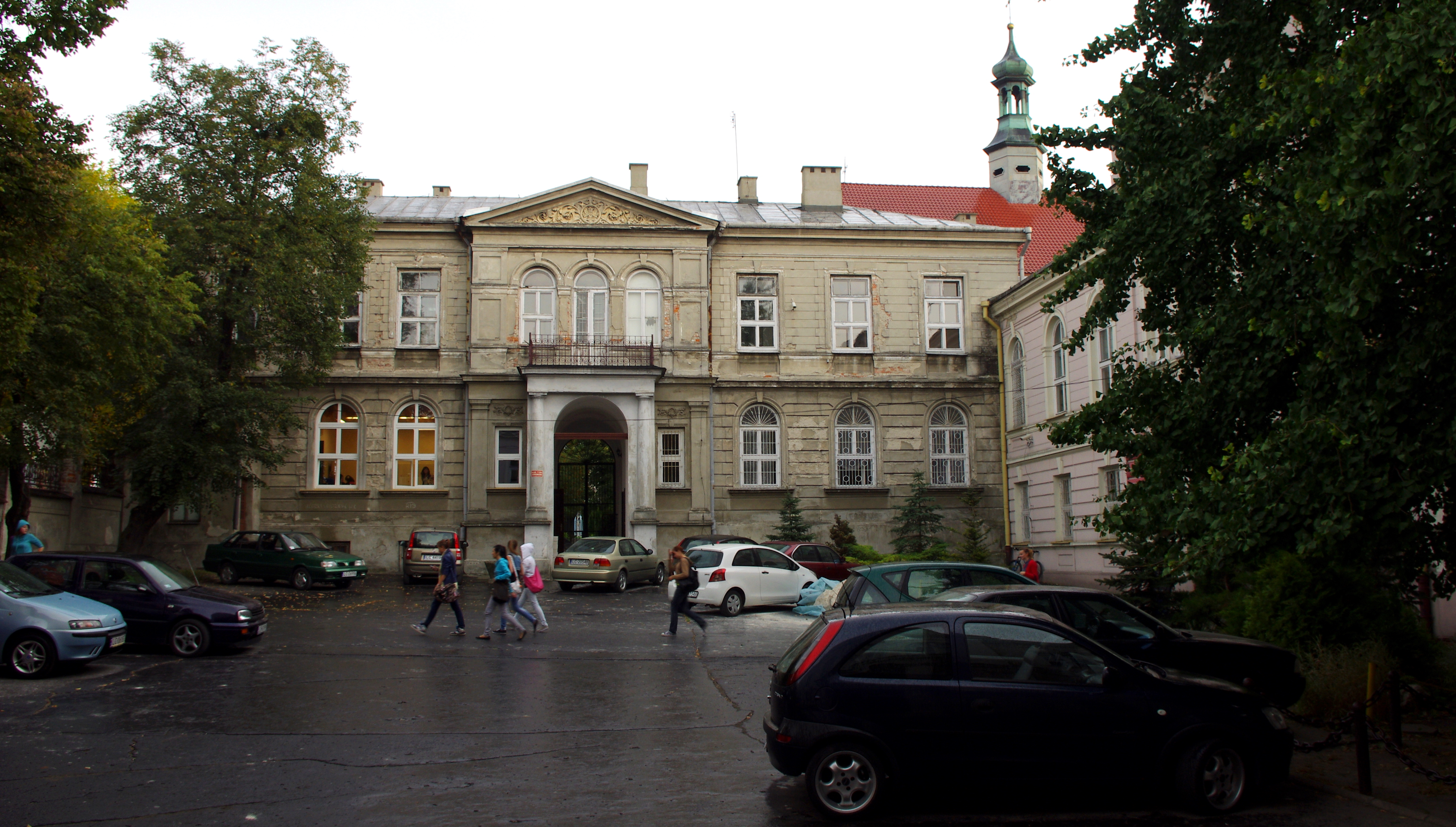
Zespół Szkół Zawodowych nr 4 im. Kazimierza Andrzeja Jaworskiego (dawny klasztor reformatów)

- Zespół Szkół Ekonomicznych i Mundurowych im. gen. Władysława Andersa
- Zespół Szkół Energetycznych i Transportowych im. ks. Stanisława Staszica
- Zespół Szkół Technicznych im. gen. Zygmunta Bohusza-Szyszko[1]
- Zespół Szkół Budowlanych i Geodezyjnych im. 24. Pułku Artylerii Pancernej
- Zespół Szkół Gastronomicznych i Hotelarskich im. Kazimierza Andrzeja Jaworskiego
- Centrum Kształcenia Zawodowego i Ustawicznego

### Licea ogólnokształcące
- I Liceum Ogólnokształcące im. Stefana Czarnieckiego
- II Liceum Ogólnokształcące im. gen. Gustawa Orlicz-Dreszera
- III Liceum Ogólnokształcące im. gen. Władysława Andersa w Zespole Szkół Ekonomicznych i Mundurowych
- IV Liceum Ogólnokształcące im. dr Jadwigi Młodowskiej z Oddziałami Integracyjnymi

## Szkoły policealne
- Policealna Szkoła Kosmetyczna
- Policealna Szkoła Zdrowia i Urody
- Policealna Szkoła Europejska "EuroCollege"
- Policealna Szkoła Medyczna "Wiliams" w Chełmie
- Policealna Szkoła "Wiliams" w Chełmie
- Liceum Ogólnokształcące dla dorosłych "Wiliams" w Chełmie
- Policealna Szkoła Detektywów i Pracowników Ochrony
- Policealna Szkoła "Lider"
- Centrum Nauki i Biznesu "Żak"
- Centrum Coachingu i Przedsiębiorczości "Jobs"
- Studium Policealne "Kursor"
- Elitarna Szkoła Służb Ochrony i Biznesu "Cobra"
- Zakład Doskonalenia Zawodowego
- Medyczne Studium Zawodowe im. Władysławy Szoc

## Szkoły wyższe

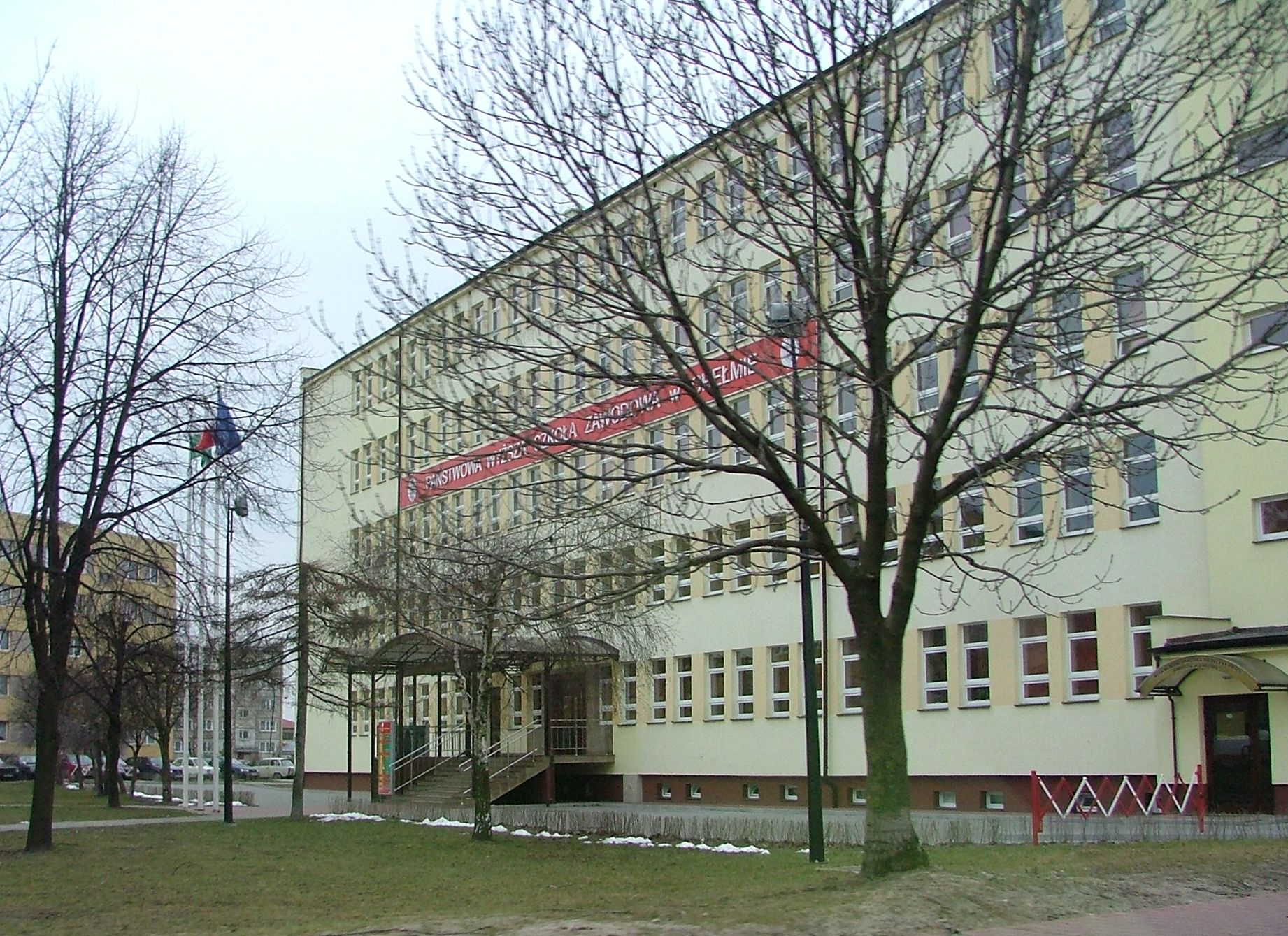
Państwowa Wyższa Szkoła Zawodowa w Chełmie

- Państwowa Wyższa Szkoła Zawodowa w Chełmie
- Wyższa Szkoła Stosunków Międzynarodowych i Komunikacji Społecznej
- Szkoła Wyższa im. Bogdana Jańskiego Wydział Zamiejscowy
- Państwowa Akademia Nauk Stosowanych w Chełmie

## Placówki opiekuńczo-wychowawcze
- Dom Małych Dzieci w Chełmie[1]
- Chełmskie Centrum Pomocy Dziecku i Rodzinie w jej skład wchodzą:
  - Dom Dziecka
  - Ośrodek Adaptacyjno-Opiekuńczy
  - Świetlica Środowiskowo-Terapeutyczna
- Zespół Wychowania i Pomocy Psychologiczno-Pedagogicznej nr 1
- Zespół Wychowania i Pomocy Psychologiczno-Pedagogicznej nr 2
- Stowarzyszenie Przyjaciół Integracji RAZEM w Chełmie
- Zespół Szkolno-Przedszkolny nr 3 z Oddziałami Integracyjnymi
- Niepubliczna Poradnia Psychologiczno-Pedagogiczna „Arka” w Chełmie